# Municipio de Chebanse
El municipio de Chebanse (en inglés: Chebanse Township) es un municipio ubicado en el condado de Iroquois en el estado estadounidense de Illinois. En el año 2010 tenía una población de 3109 habitantes y una densidad poblacional de 18,76 personas por km².

## Geografía
El municipio de Chebanse se encuentra ubicado en las coordenadas 40°57′4″N 87°54′55″O / 40.95111, -87.91528. Según la Oficina del Censo de los Estados Unidos, el municipio tiene una superficie total de 165.69 km², de la cual 165.18 km² corresponden a tierra firme y (0.31%) 0.51 km² es agua.

## Demografía
Según el censo de 2010, había 3109 personas residiendo en el municipio de Chebanse. La densidad de población era de 18,76 hab./km². De los 3109 habitantes, el municipio de Chebanse estaba compuesto por el 97.3% blancos, el 0.35% eran afroamericanos, el 0.06% eran amerindios, el 0.35% eran asiáticos, el 0.03% eran isleños del Pacífico, el 0.42% eran de otras razas y el 1.48% pertenecían a dos o más razas. Del total de la población el 1.51% eran hispanos o latinos de cualquier raza.